# Финч-Хаттон, Дэниел, 17-й граф Уинчилси
Дэниел Джеймс Хэтфилд Финч-Хаттон, 17-й граф Уинчилси, 12-й граф Ноттингем (англ. Daniel James Hatfield Finch-Hatton, 17th Earl of Winchilsea, 12th Earl of Nottingham; род. 7 октября 1967) — британский наследственный пэр.

## Ранняя жизнь
Родился 7 октября 1967 года. Старший сын Кристофера Финча-Хаттона, 16-го графа Уинчилси и 11-го графа Ноттингема (1936—1999), и его жены, Ширли Хэтфилд (? — 2017). Его дедом и бабкой по отцовской линии были Кристофер Финч-Хаттон, 15-й граф Уинчилси (1911—1950), и графиня Глэдис Сеченьи фон Шарвар-Фельшовидек. Прадед и прабабка по отцовско линии — Гай Финч-Хэттон, 14-й граф Уинчилси (1885—1939) и Маргарет Армстронг Дрексел (1885—1952), дочь банкира Энтони Джозефа Дрексела-Младшего (1864—1934) из Филадельфии. Другими предками Дэниела Финча-Хаттона были граф Ласло Сеченьи фон Шарвар-Фельшовидек (1879—1938) и Глэдис Мур Вандербильт (1886—1965).
Получил образование в Университете Западной Англии в Бристоле, Глостершир.

## Пэрство
26 июня 1999 года после смерти своего отца Дэниел Финч-Хаттон унаследовал его родовые титулы (17-й граф Уинчилси, 12-й граф Ноттингем, 17-й виконт Мейдстон, 12-й барон Финч из Давентри, 12-й барон Финч и 18-й баронет Финч из Иствелла) и занял место в Палате лордов Великобритании. Однако он потерял это место 11 ноября 1999 года, когда был принят Акт о Палате лордов.

## Мероприятия
Дэниел Финч-Хаттон появляется в рекламе Hattons of London, частного торговца коллекционными монетами, где он занимает должность почетного председателя.

## Личная жизнь
18 июня 1994 года он женился на Шелли Аманде Гиллард, дочери Гордона Гилларда, от брака с которой у него есть дети:
- Тобиас Джошуа Стормонт Финч-Хаттон, виконт Мейдстон (род. 21 июня 1998)[6], старший сын и преемник отца.
- Себастьян Александр Хенидж Финч-Хаттон (род. 6 июня 2002).